# Kornhaus (Freiburg im Breisgau)

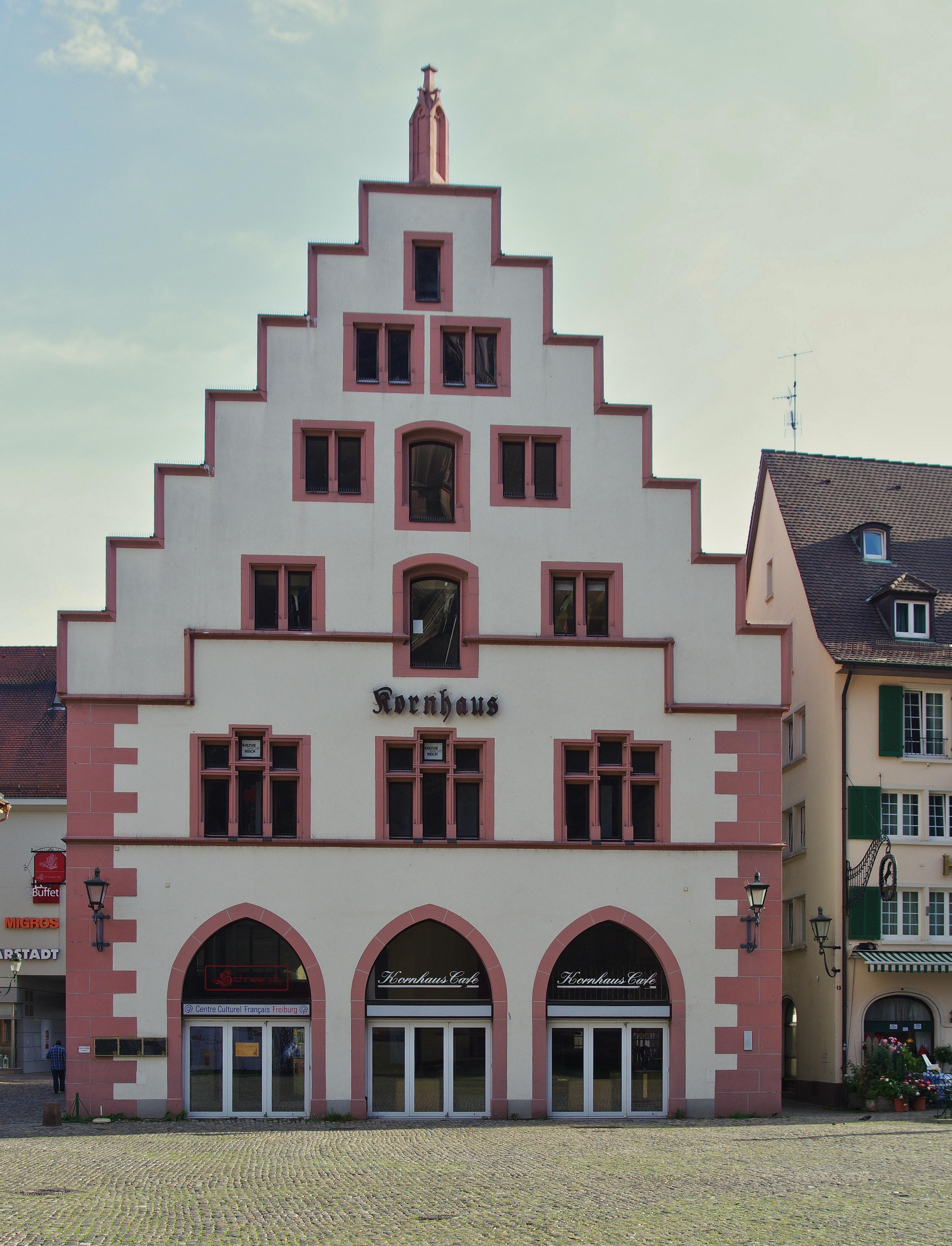
Das Kornhaus (2011)

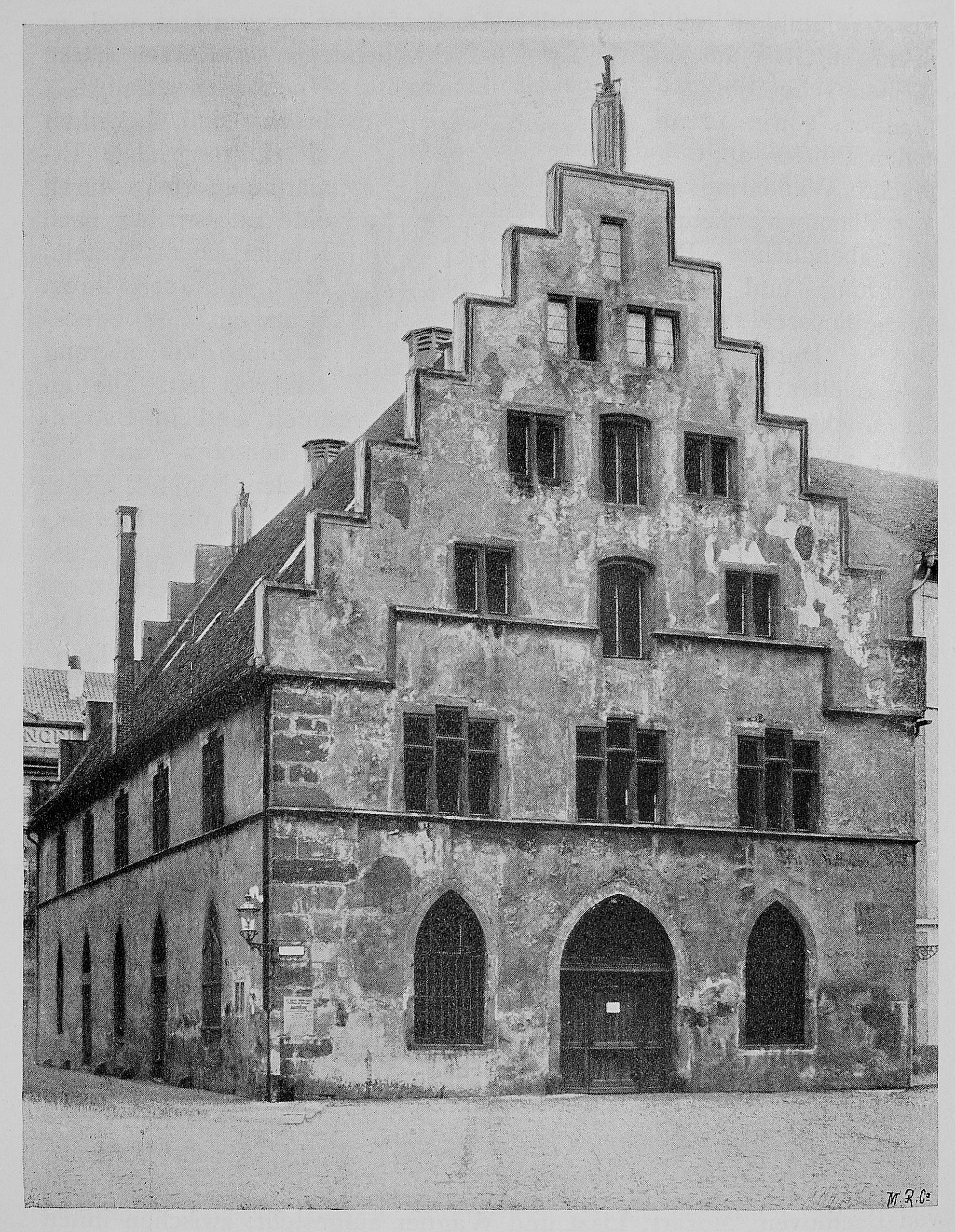
Das Kornhaus um 1890

Das Kornhaus steht an der Nordwestecke des Freiburger Münsterplatzes. In dem Gebäude befinden sich heute ein Café und Ladengeschäfte.

## Geschichte
An Stelle des Kornhauses befand sich zuvor das Zunfthaus der Krämer, genannt zum Falkenstein. Zudem gab die Stadt dort ihre öffentlichen Tänze und Feste, zuletzt bei der Anwesenheit Philipps des Schönen. Das alte Zunft- und Tanzhaus war ursprünglich einerseits mit dem Hause »zur Eidechse«, andererseits mit dem »zur Hölle« zusammengebaut. Die Gassen zu beiden Seiten des Kornhauses, welche jetzt den Münsterplatz mit der Engelstraße verbinden, bestanden damals noch nicht.
Für den vom römisch-deutschen König und späteren Kaiser Maximilian I. einberufenen Reichstag im Jahre 1498 wurden größere Räume für die Sitzungen und das Gefolge des Königs benötigt. Deswegen wurde das Kornhaus als Tanz- und Festsaal neu erbaut. Da aber anscheinend das Gebäude nicht fertig war, fanden die Sitzungen dann in der Gerichtslaube hinter dem Alten Rathaus statt. Das Kornhaus wurde auf dem ehemaligen Zunfthaus der Krämer zum Falkenstein und zwei anstoßenden Gebäuden als freistehendes Haus errichtet. Nach der Fertigstellung wurde das Kornhaus dann von der Bürgerschaft und den Zünften genutzt. Außerdem wurde hier der Kornmarkt abgehalten, der bis dahin vor einem Schuppen auf dem Münsterplatz stattgefunden hatte. Das Kornhaus hieß im Volksmund anfangs zur neuen Hölle: Im Kornhaus befand sich ab 1547 lange Zeit auch ein Schlachthaus, diese Metzig war auch der gemeinsame Verkaufsraum der Metzger der Stadt, was dann in der Zeit auch zu dem Namen grosse Metzig führte. Am 16. August 1757 nahm von hier der Freiburger Weiberkrieg seinen Lauf.
In der Zeit von 1770 bis 1824 war hier das Theater und Komödienhaus, ab dem Jahre 1789 wurde es auch im Brandkataster als Comödien- und Kornhaus geführt. Als ab dem Jahr 1823 die ehemalige Augustiner-Eremiten-Kirche als Stadttheater genutzt wurde, diente es der Lagerung des Korns für den Getreidehandel. Dies führte dann auch zu seinem heutigen Namen. Im Jahre 1884 wurde es umgebaut, die oberen Stockwerke wurden auf Anregung der Bürger und Vereine wieder zu einem Festsaal mit einer Kapazität von 550 Personen. der Zugang erfolgte über zwei Granittreppen zu beiden Seiten des Haupteinganges. Bei den Bombenangriffen im November 1944 wurde es bis auf die Grundmauern zerstört. Der Wiederaufbau in der historischen Form erfolgte dann im Jahre 1970, wobei der Innenraum den neuen Anforderungen angepasst wurde.